# Owen Horwood
Owen Pieter Faure Horwood (* 6. Dezember 1916 in Somerset West, Kapstadt, Westkap, Südafrikanische Union; † 13. September 1998 in Stellenbosch, Westkap) war ein südafrikanischer Wirtschaftswissenschaftler, Hochschullehrer und Politiker der Nasionale Party (NP), der unter anderem von 1972 bis 1974 Minister für Tourismus und Angelegenheiten der indischen Bevölkerung, zwischen 1974 und 1975 Wirtschaftsminister sowie von 1975 bis 1984 Finanzminister war.

## Leben
Owen Pieter Faure Horwood begann nach dem Besuch der Boys’ High School in Paarl ein Studium der Handelsbetriebslehre an der Universität Kapstadt, das er mit einem Bachelor of Commerce (B.Com.) beendete. Ein darauf folgendes postgraduales Studium an der Universität Kapstadt im Fach Versicherungsmathematik schloss er mit einem Diplom ab. Im Anschluss nahm er seine berufliche Tätigkeit auf und wurde 1947 Leitender Lektor sowie 1954 Assoziierter Professor für Handelsbetriebslehre an der Universität Kapstadt. 1956 nahm er den Ruf auf eine Professur für Wirtschaftswissenschaften am University College of Rhodesia and Nyasaland in Salisbury an. Später wechselte er als Professor für Wirtschaftswissenschaften an die Universität von Natal in Durban und lehrte dort bis 1970. Zugleich wurde er 1965 Prinzipal sowie Vizekanzler der Universität von Natal und zeitweise Wirtschaftsberater der Regierung von Lesotho, das am 4. Oktober 1966 die Unabhängigkeit vom Vereinigten Königreich erhalten hatte.
1966 begann Horwood seine politische Laufbahn, als er von Premierminister Balthazar Johannes Vorster zum Mitglied des Senats (Senaat) ernannt wurde. 1970 wurde er für die Nasionale Party (NP) zum Mitglied des Senats gewählt und vertrat dort die Interessen der Provinz Natal. 1972 löste er Theo Gerdener als Vorsitzender der Nasionale Party der Kapprovinz ab und hatte diese Funktion bis zu seiner Ablösung durch Stoffel Botha 1984 inne.
1972 übernahm er zudem als Nachfolger von Frank Waring im Kabinett Vorster II das Amt als Minister für Tourismus und Angelegenheiten der indischen Bevölkerung und bekleidete dieses bis zum 29. April 1974. Im darauffolgenden Kabinett Vorster III wurde er zunächst Wirtschaftsminister und bekleidete dieses Amt bis zu einer Kabinettsumbildung im Februar 1975, woraufhin Chris Heunis seine Nachfolge antrat. Er selbst wiederum löste im Rahmen dieser Kabinettsumbildung den zum Staatspräsidenten der Republik Südafrika gewählten Nicolaas Diederichs als Finanzminister ab. Das Amt des Finanzministers bekleidete er auch im Kabinett Botha I sowie im Kabinett Botha II bis August 1984, wonach Barend Jacobus du Plessis ihn ablöste. Als Kabinettsmitglied vertrat er die Kapprovinz und galt innerhalb der Apartheidspolitik der Regierung als moderat.
Nach seinem Ausscheiden aus der Regierung wurde Owen Horwood im August 1984 Vorstandsvorsitzender und Chief Executive Officer (CEO) der Nedbank und verblieb in dieser Funktion bis 1993. Danach lebte er zunächst in Gauteng und ließ sich 1997 in Stellenbosch nieder, wo er an den Folgen eines Herzinfarkts verstarb. Er war mit einer Schwester der Ehefrau von Ian Smith verheiratet, der zwischen 1965 und 1979 Premierminister von Rhodesien war.